# تيجاني بلعيد
تيجاني بلعيد (بالإنجليزية: Tijani Belaid)‏ (مواليد 6 سبتمبر 1987 في باريس) لاعب كرة قدم تونسي دولي يجيد اللعب في خط الوسط . يلعب لصالح نادي سلافيا براغ التشيكي منذ 2007 .
انضم للنادي الإفريقي في سنة 2014 بعقد لمدة موسمين

## روابط خارجية
- تيجاني بلعيد على موقع الاتحاد الدولي (مؤرشف)  (الإنجليزية)
- تيجاني بلعيد على موقع الاتحاد الأوربي (الإنجليزية)
- تيجاني بلعيد على موقع قاعدة بيانات كرة القدم.إي يو (الإنجليزية)
- تيجاني بلعيد على موقع بيانات كرة القدم. دي إي (الألمانية)
- تيجاني بلعيد على موقع ليكيب (الفرنسية)
- تيجاني بلعيد على موقع ناشيونال فوتبول تيمز (الإنجليزية)
- تيجاني بلعيد على موقع Soccerbase.com (لاعب) (الإنجليزية)
- تيجاني بلعيد على موقع Soccerway.com (الإنجليزية)
- تيجاني بلعيد على موقع عالم كرة القدم.نت (الإنجليزية)
- تيجاني بلعيد على موقع كووورة